# Anthony's Editor
Pour les articles homonymes, voir Antony (homonymie).
Anthony's Editor (littéralement « L'Éditeur d'Anthony » en anglais) est un éditeur de texte de la famille Emacs développé par Anthony Howe au début des années 1990 lorsqu'il travaillait pour Mortice Kern Systems. Initialement placé dans le domaine public, AE devient un logiciel libre en avril 1993 par sa propre licence copyleft.
Il remporte en 1991 le prix du meilleur utilitaire du prestigieux International Obfuscated C Code Contest.

### Source
- (en) GitHub Official